# Писсаридес, Кристофер
Кристофер Антониу Писсаридес (греч. Χριστόφορος Αντωνίου Πισσαρίδης; родился 20 февраля 1948, Никосия, Кипр) — греко-кипрский британский экономист. В настоящее время руководит кафедрой экономики в Лондонской школе экономики и политических наук. Его научные интересы сосредоточены в области макроэкономики, в частности, труда, экономического роста и экономической политики. Лауреат Нобелевской премии по экономике 2010 года, совместно с Питером Даймондом и Дэйлом Мортенсеном «за исследования рынков с моделями поиска».
Участник V Астанинского экономического форума.

## Образование и карьера
Кристофер Писсаридес получил степень бакалавра экономики в 1970 году и степень магистра по экономике в 1971 году в Эссекском университете. Впоследствии он поступил на работу в Лондонскую школу экономики и политических наук, где в 1973 году получил докторскую степень по экономике под руководством математика-экономиста Митио Морисима. С 1976 года был руководителем программы исследований по макроэкономике в Лондонской школе экономики и политических наук.
В настоящее время Писсаридес руководит кафедрой экономики экономического факультета и является директором программы исследований по макроэкономике Центра изучения экономических показателей.

## Академический вклад
Писсаридес в основном известен своим вкладом в поиск и согласование теории для изучения взаимодействия между рынком труда и макроэкономикой. Он участвовал в разработке концепции соответствующих функций (объясняя потоки от безработицы к занятости в данный момент времени), и впервые определил эмпирические зависимости процесса. В последнее время Писсаридес проводил исследования структурных изменений и роста.
Важной работой Писсаридеса является «Создание и сокращение рабочих мест в теории безработицы» (с Дэйлом Мортенсеном), опубликованный в Обзоре экономических исследований в 1994 году. Эта статья построена на основе работ обоих авторов за предыдущие два десятилетия.
Изложенная в этой статье модель Мортенсена-Писсаридеса оказала большое влияние на современную макроэкономику и сегодня является одной из основных моделей экономики.
Книга Писсаридеса «Теория равновесной безработицы», эталон литературы в области макроэкономики, была пересмотрена после его совместной работы с Мортенсеном, в настоящее время издана вторым изданием, является результатом анализа создания рабочих мест.

## Награды и почётные звания
- Лауреат премии Института экономики труда[англ.] (с Дэйлом Мортенсеном, 2005)[13].
- Член Британской академии[12].
- Член Эконометрического общества[12].
- Нобелевская премия по экономике 2010 года, совместно с Питером Даймондом и Дэйлом Мортенсеном «за исследования рынков с моделями поиска»[9].
- Юбилейная медаль «20 лет независимости Республики Казахстан» (2012)[14].
- Глобальная экономическая премия[нем.] (2015).

## Общественная деятельность
В 2017 году подписал письмо с призывом к Гринпис, Организации Объединённых Наций и правительствам всего мира прекратить борьбу с генетически модифицированными организмами (ГМО).

## Избранные работы
- «Повторение работы с Государственным бюро по трудоустройству и случайному поиску» («Job Matchings with State Employment Agencies and Random Search»), Экономический журнал 89 (1979) C. 818—833.
- «Динамика краткосрочного равновесия безработицы и реальной заработной платы» («Short-Run Equilibrium Dynamics of Unemployment Vacancies, and Real Wages») American Economic Review, (1985) 75 (4): C. 676—690.
- «Безработица и вакансии в Великобритании» («Unemployment and Vacancies in Britain») Экономическая политика, (1986) 1 (3): C. 499—559.
- «Создание и сокращение рабочих мест в теории безработицы» («Job Creation and Job Destruction in the Theory of Unemployment», с Дэйлом Мортенсеном), Обзор экономических исследований 61 (июль 1994) C. 397—415.
- «Равновесие теории безработицы» («Equilibrium Unemployment Theory»), второе издание, Cambridge, MA: MIT Press, 2000.
- «Структурные изменения в мульти-секторе модели роста» («Structural Change in a Multi-Sector Model of Growth», совместно с Л. Рэйчел Нгай), American Economic Review, готовится к печати.